# South Norwood
Pour les articles homonymes, voir Norwood.
South Norwood est un district de Londres, située dans le borough de Croydon.

## Politique et administration
Politique et administration

## Personnalités liées à South Norwood
- Cyril Uwins y est né le 2 août 1896 ; il établit en 1932 un record du monde d'altitude en avion ;
- John Cousen, graveur, y est mort le 26 décembre 1880 ;
- William Stanley, inventeur, y est mort le 14 août 1909.

## Sports et loisirs

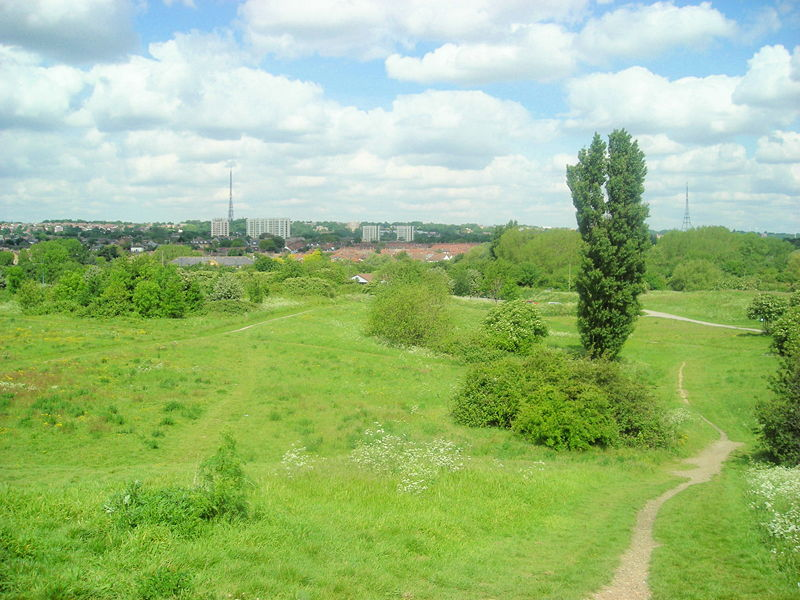
South Norwood vu depuis le parc de South Norwood.